# SN 1997ez
SN 1997ez – supernowa typu Ia odkryta 29 grudnia 1997 roku w galaktyce A082138+0325. W momencie odkrycia miała maksymalną jasność 23,40m.